# Villa del Río
Villa del Río – gmina w Hiszpanii, w prowincji Kordoba, w Andaluzji, o powierzchni 22,07 km². W 2011 roku gmina liczyła 7463 mieszkańców.